# Windows HPC Server 2008
Windows HPC Server 2008 este un sistem de operare pentru platformele X64 lansată de compania Microsoft pe 22 septembrie 2008. Versinea anterioară a fost Windows Compute Cluster Server 2003. 

## Cerințe minime de sistem
- Arhitectura X64
- RAM: 512 MB
- HDD: 50GB
- Suport pentru multiprocesore

## Windows HPC Server 2008 R2
Windows HPC Server 2008 R2, sistem de operare lansat la 20 septembrie 2010 pe baza Windows Server 2008 R2.